# Sant Joan Salerm
Sant Joan Salerm és una església romànica de Subirats (Alt Penedès) protegida com a bé cultural d'interès local. Es tracta d'una petita capella d'una sola nau coberta amb volta de canó i absis semicircular que actualment pertany a la hisenda de Can Bas. S'esmenta per primer cop a principis del segle x, tanmateix, ha patit diverses remodelacions que en modifiquen l'estructura original romànica com el cos de la sagristia als peus de l'església o el campanar d'espadanya afegits modernament.

## Descripció

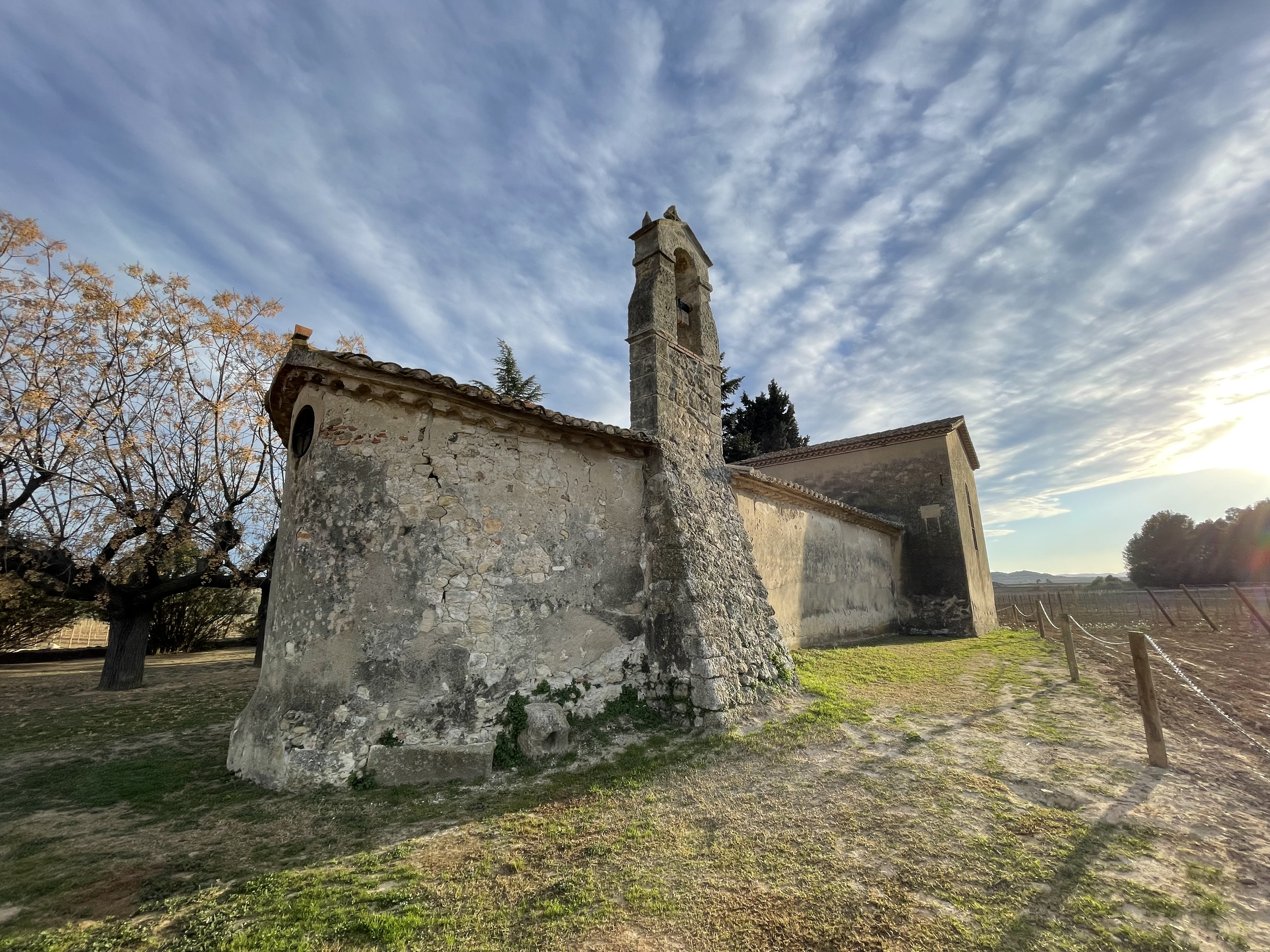
Paret nord de la capella on es pot observar el campanar d'espadanya que s'alça a sobre d'un contrafort.

La capella de Sant Joan Salerm es troba a 150 metres a ponent de la masia de Cal Bas, hisenda a la qual pertany. Està dedicada a sant Joan Baptista, una advocació molt present a França, Itàlia i Catalunya, i sembla que Salerm fa referència a un «lloc ermotat», «terra sense conrear».
Es tracta d'un edifici de planta rectangular d'una sola nau, cobert amb una volta de canó de perfil rebaixat amb quatre arcs torals: l'arc triomfal és de mig punt així com un dels tres restants. Els altres dos arcs són apuntats i posteriors. L'absis està orientat a ponent, és semicircular, sobrealçat i presenta una finestra d'ull de bou a la part superior. El portal d'entrada és d'arc de mig punt adovellat i està situat a la façana lateral encarada a migdia. A la capçalera hi ha dos contraforts exteriors. Té un campanar de cadireta, més modern, a la paret nord, d'un sol ull amb campana. A la part de ponent es va afegir en època moderna una nau a dos vessants de forma transversal, més alt que el temple, construït per servir de sagristia.

## Història
Aquesta capella s'esmenta per primera vegada l'any 917, junt amb la de Santa Maria de Monistrol i Sant Pere de Lavern. Estigué vinculada al monestir de Sant Cugat del Vallès, segurament des de finals del segle x. Coneixem algunes de les deixes realitzades per la família de castlans de Subirats. De la seva estructura preromànica no en resta cap indici. L'obra que ens ha arribat és d'estil romànic, molt modificada per les reformes posteriors.

### Remodelació delseglexx
A la dècada de 1940, l'edifici va ser remodelat i durant les obres es va trobar una sitja sota l'altar original, rajoles vidrades força trencades amb la imatge de sant Joan Baptista envoltada d'una gran sanefa d'entre finals del segle xvii i principis del segle xviii. Al voltant de la capella també es van trobar ossos enterrats que després de les obres es van traslladar a l'ossari del cementiri de Sant Pere de Lavern. Durant aquesta època s'afegí a la capella una campana de 60 cm de diàmetre amb una inscripció en llatí que diu:
| « | Francesc Olivella, la seva muller i els seus fills celebrant el triomf del cristianisme en la pàtria i la seva salvació en nom de Crist i de la puríssima Mare, foren donadors de Joana Maria Francisca, veu clamant lloances pel favor rebut. Any del Senyor 1940. | » |